# 医療ソーシャルワーカー
医療ソーシャルワーカー（いりょうソーシャルワーカー、英: Medical Social Worker、略称：MSW）は、保健医療分野におけるソーシャルワーカー（社会福祉士）であり、主に病院において『疾病を有する患者等が、地域や家庭において自立した生活を送ることができるよう、社会福祉の立場から、患者や家族の抱える心理的・社会的な問題の解決・調整を援助し、社会復帰の促進を図る』専門職を指す。
医療ソーシャルワーカーとして勤務するための資格はないが、ほとんどの病院で社会福祉士または精神保健福祉士の保持することを条件としている。採用が内定しても「社会福祉士国家試験に不合格の場合内定を取り消す」と明示している病院も少なくない。理由としては、1,診療報酬点数の中に「社会福祉士」であることで請求できるものがあること、2,病院機能評価機構が実施する評価の中に専任のソーシャルワーカー配置や専用の相談室の設置などがあることが考えられる。
また『医療ソーシャルワーカー業務指針』が国によって定められ、「社会福祉の立場から専門的援助を行うこと」や「業務の範囲」などが定められている。
なお、社会福祉士の資格は医師、弁護士のような業務独占資格ではなく名称独占資格であり、これまでは医療保険算定上においても職員の人員規定がなかったので、資格取得者を雇用しても雇用者側が一方的に人件費を費やすのみになり、『非生産部門』と位置づけられて地位も低かったが、昨今では医療保険点数の改訂にて後期高齢者退院調整加算等が創設され、保険加算のための人員配置基準となり、また地域包括支援センターにおいても職員の（主任）介護支援専門員、保健師と並んで人員配置基準になっており、資格者を求める傾向または無資格者には資格取得を求める傾向が出てきた。

## 概要
医療ソーシャルワーカーについて規定した法律はなく、各所属機関における職名は統一されていない。「医療福祉相談員」「医療社会事業司」「医療社会事業専門員」「医療社会事業士」などの名称（資格名ではない）が使用されている。
業務内容については、1958年に『保健所のおける医療社会事業の業務指針』に詳しく規定されている。病院、診療所、介護老人保健施設、精神障害者社会復帰施設、精神保健福祉センターなどの機関に配置されている医療ソーシャルワーカーについては、1989年に通知され、2002年に改訂された『医療ソーシャルワーカー業務指針』がある。これは、当事者団体はもちろんのこと、医師会、看護協会などの関連団体での検討のもと作成され、厚生労働省局長通知として全国に通知されたものである。
厚生労働省健康局長から出ている業務指針によると、業務の範囲は6種類に分類される。
1. 療養中の心理的・社会的問題の解決調整援助
2. 退院援助
3. 社会復帰援助
4. 受診・受療援助
5. 経済的問題の解決調整援助
6. 地域活動

## 歴史
世界的に医療ソーシャルワークが始まったのは1895年のイギリスである。ロンドンのグレイズイン・ロードにあるロイヤル・フリー・ホスピタル（王立施療病院）に、最初のワーカーが配置された。当時COS（慈善組織協会）の総領事であったチャールズ・ロック鄕は、施療を組織的に行うことを考えた。救貧法による施療は、貧困者対策の一つであったが、受診する患者が増加したにもかかわらず、入院できる者はわずかであった。そのため、真に医療が必要な者を選定することが必要になった。そこで、施設への入所の可否を決定する役割を担っていた役人の名称である「アーモナー（アルモナー）」が病院にも必要とされた。最初に病院に採用されたのは、COSの地区書記をしていたメアリー・スチュアート（Mary Stewart）である。
アメリカにおいては、1905年にリチャード・キャボット（Richard C. Cabot）博士が、マサチューセッツ総合病院に、ガーネット・イザベル・ペルトン（Garnet Isabel Pelton）を採用したのが最初と言われている。彼女は就任8ヶ月あまりで病気で退職したが、その後に採用されたアイーダ・キャノン（Ida M.Cannon）は、理解が得られない中苦労しながら、徐々に病院内にソーシャルワークの機能を認めさせた。キャボット博士は、毎日の診療の中で、患者の生活背景や家族状況、経済的状況などの細かい生活における状況が分からなければ、真に病気の原因を特定し、その患者にあった治療や療養方法を提示できないと考えていた。しかし、医師としての限界を感じ、当時地域において既に活動をしていたソーシャルワーカーを知り、その機能が病院の中においても重要であると感じたのである。
日本の医療ソーシャルワーカーの第一号は、浅賀ふさといわれている。1929年、アメリカで学んだ浅賀が聖路加国際病院に勤務したことに始まる。しかし、戦前はなかなか普及せず、戦後になってGHQ主導のもと、1947年保健所法第二条第六項に「医療社会事業員」を置くことが規定された。翌1948年に、モデル保健所であった東京、杉並保健所に最初の医療社会事業員（いわゆるメディカル・ソーシャルワーカー）として、出淵みやこが配置された。1950年には、全国704ヶ所の保健所中150ヶ所に、1951年には240ヶ所に配置された。一方、日本赤十字社のちに全国社会福祉協議会にて、医療社会事業員長期養成講習会が開催されるようになり、病院等への配置もすすんでいった。
日本における専門職団体としては、1953年11月11日、全国の先駆者197名が集まり「日本医療社会事業協会」が設立された。その後、病院等への配置はさらに進み、現在、厚生労働省による「病院調査」によれば、医療社会事業員はおよそ9千人といわれている。最大の職能団体である（公社）日本医療社会福祉協会の会員は、2014年12月現在で、約5,100名になっている。
当初は「経済的問題の解決調整援助（医療費や生活費などお金問題）」に関する相談内容が多かったが、現在では、「退院支援（退院する患者への在宅ケア援助や、転院等）」の相談に関する業務比率が高まっている。

## 医療ソーシャルワーカーを題材にした作品
- ビターエンドロール